# المرأوية

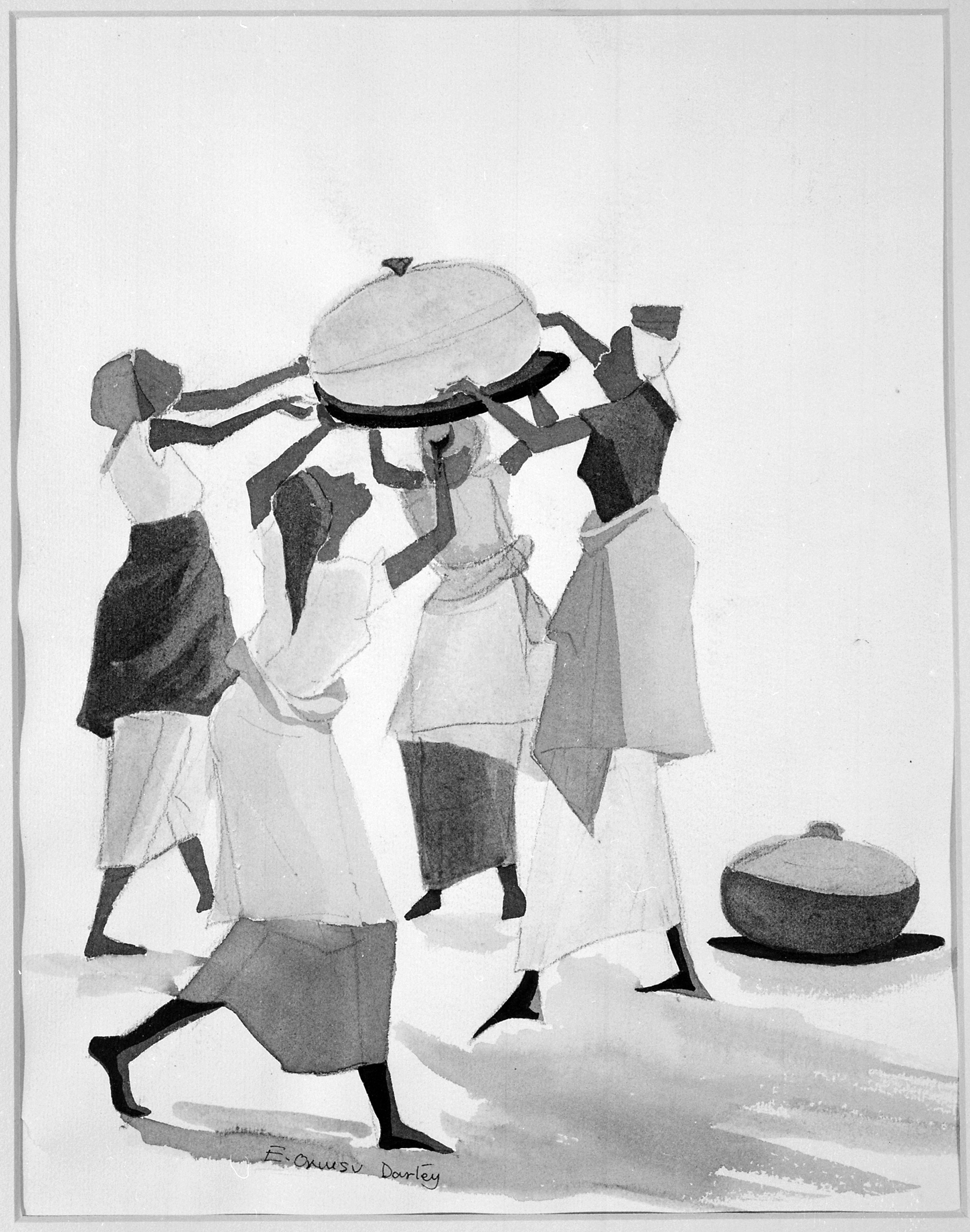

المرأوية هي نظرية اجتماعية تستند إلى تاريخ النساء الملونات، ولا سيما النساء السود، وتجاربهن اليومية. تسعى المرأوية، وفقًا للباحثة المرأوية ليلي ماباريان (فيليبس)، إلى «استعادة التوازن بين البشر والبيئة/ الطبيعة والتوفيق بين الحياة البشرية والبعد الروحي». صاغت الكاتبة أليس والكر مصطلح «مرأوية» في القصة القصيرة «التفكك» في عام 1979. منذ استخدام والكر الأول، تطور المصطلح ليغطي، وفي كثير من الأحيان يتعارض مع، تفسيرات مختلفة لمفاهيم مثل النسوية، والرجل، والسواد.

## الجانب النظري
على الرغم من تنوع النظرية المرأوية، فإنها تؤمن في داخلها بأن الأنوثة والثقافة على حد سواء يتساويان في الأهمية بالنسبة لوجود المرأة. وفقًا لهذا المفهوم، فإنه لا يمكن تجريد المرأة من الثقافة التي توجد فيها. للوهلة الأولى، يبدو هذا شبيهًا بنهج تفكير الموجة الثالثة من الحركة النسوية، التي تبنت مفهوم التقاطعية. يكمن الفرق في تقييم التقاطعية داخل الأطر النظرية. تدعم المرأوية الفكرة القائلة بأن ثقافة المرأة، والتي في هذه الحالة هي النقطة المحورية للتقاطع في مقابل الطبقة أو أي ميزة أخرى، ليست عنصرًا من عناصر أنوثتها، بل هي المنظور الذي توجد الأنوثة من خلاله. بالتالي، فإن سواد المرأة لا يشكل عنصرًا من عناصر أنوثتها؛ وبدلًا من ذلك، فإن لونها الأسود هو المنظور الذي تتفهم المرأة السوداء من خلاله أنوثتها.
عند مناقشة النظرية المرأوية، لا بد للمرء أن يعترف بالعنصرية التي تصورتها النساء السوداوات في الحركة النسوية. يغذي هذا التصور مفهومين مختلفين لعلاقة المرأوية بالحركة النسوية. تعتقد بعض المرأويات أن النسويات لن تعتمد أو تقر بأن تجربة النساء السوداوات مساوية لتجربة النساء البيضاوات، وذلك بسبب الطريقة المثيرة للجدل التي تعامل بها بعض النسويات المرأة السوادء على مر التاريخ. على هذا النحو، فإن المرأويات لا يعتبرن المرأوية امتدادًا للحركة النسوية، بل هي إطار نظري قائم بمعزل عن النظرية النسوية. تُعد هذه خطوة من فكر النسويات السوداوات اللاتي أوجدن حيزهن الخاص في الحركة النسوية عبر الأوساط الأكاديمية والنضالية.
ومع ذلك، لا تتبنى جميع المرأويات وجهة النظر المرأوية هذه فيما يتعلق بالحركة النسوية. يمكن تصور المفهوم التسلسلي الأول للمرأوية من خلال قول أليس والكر: «المرأوية بالنسبة للنسوية كما هو الأرجواني بالنسبة للخزامى». وفقًا لهذا الوصف، تبدو النظريات مرتبطة ارتباطًا وثيقًا، مع المرأوية بوصفها المظلة الواسعة التي تقع تحتها النسوية.

## الأيديولوجيات
للمرأوية تعريفات وتفسيرات مختلفة. بحسب أوسع تعريف لها، فهي عبارة عن أيديولوجية عالمية لكل النساء، بصرف النظر عن اللون. وفقًا لقصة والكر، التفكك، لعام 1979، فإن المناصرة للمرأوية هي امرأة أميركية أفريقية مغايرة الجنس مستعدة للاستفادة من حكمة المثليات الأميركيات الأفريقيات في كيفية تحسين العلاقات الجنسية وتجنب التعرض للمهانة الجنسية. في سياق استخدام الرجال، على نحو مدمر، للمواد الإباحية واستغلالهم للنساء السوداوات كأدوات إباحية، تلتزم المرأوية أيضًا «بنجاة وتكامل جميع الأشخاص، ذكرانًا وإناثًا»، عبر مواجهة القوى الاضطهادية. تشير عبارة والكر، التي كثر الاستشهاد بها:«المرأوية بالنسبة للنسوية كما هو الأرجواني بالنسبة للخزامى» إلى اعتبار والكر النسوية بوصفها عنصرًا من عناصر المظلة الأيديولوجية الأوسع نطاقًا للمرأوية. لا تركز المرأوية على النضالات، والاحتياجات، والرغبات، والتجارب الفريدة للنساء السوداوات فحسب، بل أيضًا لجميع النساء من كل لون، بالإضافة إلى المعالجة النقدية لديناميات الصراع بين التيار الرئيسي للحركة النسوية، والنسوية السوداء، والنسوية الأفريقية، والحركة المرأوية الأفريقية. مع ذلك، يسود خطاب قومي للسود في عمل المرأويات، ولهذا السبب ينقسم الباحثين بين ربط المرأوية بالأيديولوجيات المماثلة الأخرى مثل النسوية السوداء والمرأوية الأفريقية، وبين اتخاذ موقف مفاده أن الأيديولوجيات الثلاثة تتعارض بطبيعتها.

### النسوية السوداء
تشكلت النسوية السوداء استجابة لاحتياجات النساء اللاتي، على نحو عنصري، لم يُملثن بإنصاف في الحركة النسائية وتعرضن للاضطهاد الجنسي من جانب حركة تحرير السود. تؤكد باحثات النسوية السوداء أن النساء الأمريكيات الأفريقيات، على نحو مضاعف، يعانين من الحرمان في المجال الاجتماعي والاقتصادي والسياسي لأنهن يواجهن التمييز على أساس العرق والجندر. شعرت النساء السوداوات أن كلتا الحركتين تتجاهلان احتياجاتهن وأنهن كافحن من أجل التماهي، إما على أساس العرق أو على أساس الجندر. تربط النساء الأميركيات الأفريقيات مصطلح النسوية السوداء بمجموعة متنوعة من التفسيرات. إحدى هذه التفسيرات هو أن النسوية السوداء تعالج احتياجات المرأة الأمريكية الأفريقية والتي تتجاهلها، على نحو كبير، الحركة النسوية. النسوية، بحسب ما تعرفها منظرة النسوية السوداء، بيرل كليج، هي «الاعتقاد بأن المرأة كائن بشري كامل قادر على المشاركة والقيادة في كامل نطاق الأنشطة الإنسانية -الفكرية والسياسية والاجتماعية والجنسية والروحية والاقتصادية». بهذا التعريف، يمكن القول بأن جدول الأعمال النسوي يشمل قضايا مختلفة تبدأ من الحقوق السياسية وحتى الفرص التعليمية في سياق عالمي. يسعى جدول أعمال النسوية السوداء إلى تبسيط وتفعيل هذه القضايا مع التركيز على القضايا الأكثر انطباقًا على النساء الأمريكيات الأفريقيات.